# Matthias Strucken

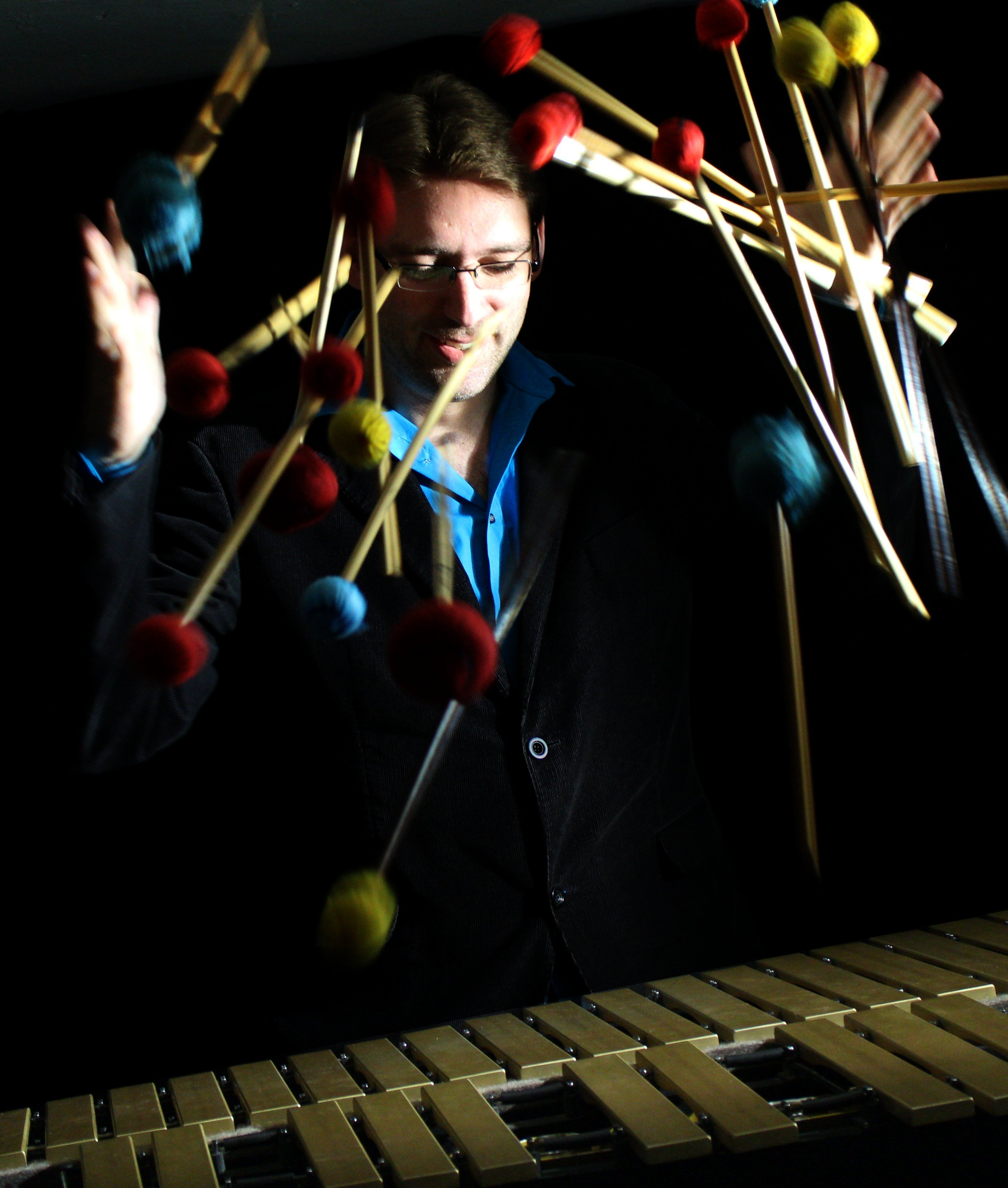
Matthias Strucken, 2014

Matthias Strucken (* 24. Mai 1977 in Neheim) ist ein deutscher Jazz-Vibraphonist und Komponist aus Köln.

## Werdegang
Strucken studierte von 1998 bis 2007 an der Musikhochschule in Köln die Studiengänge Schulmusik Sek.II, Jazz (künstlerische Ausbildung), Jazz (Instrumentalpädagogik) und absolvierte das Konzertexamen unter Tom van der Geld. Seine Hauptinstrumente sind Vibraphon und Marimba, außerdem spielt er Schlagzeug und Klavier.

### Konzerte und Projekte
Strucken gewann mehrfach Preise anlässlich des Wettbewerbs Jugend musiziert. Sowohl im klassischen Kontext als auch im Bereich des Jazz wirkte er in zahlreichen Projekten und Orchestern mit. Mehrere Jahre lang war er Mitglied im JugendJazzOrchester NRW und im Bundesjazzorchester unter Peter Herbolzheimer. Im Rahmen von Workshops und vielen Konzerten arbeitete er mit bekannten Musikern wie David Friedman, Barbara Dennerlein, Bill Ramsey, Paul Kuhn, Bobby McFerrin, Emil Mangelsdorff, Beverly Daley, Greetje Kauffeld, Siggi Gerhard, Wolfgang Haffner, Paul Kuhn, Klaus Doldinger, John Taylor, Phil Woods, Joe Viera, Hans Dekker, Adrian Mears, Andy Haderer und Henning Berg zusammen. Neben zahlreichen Auftritten in Deutschland konzertierte er bereits in den Niederlanden, Belgien, Luxemburg, Frankreich, Spanien, in der Schweiz, Italien, Griechenland, Ungarn, Polen, Weißrussland, Südkorea, Singapur und Mexiko.
Strucken leitet mehrere eigene Bands: das Matthias Strucken Swingtett, das Milt Jackson Project, die Latin-Band Con Mucho Gusto, das Trio jazz3, das Behr-Strucken Duo, Artfusion und soulbrothers. Seit 2016 arbeitet er auch mit Joscho Stephan zusammen.

## Ausgewählte Diskografie
- jazz3: Swingende Liebeserklärung, 2005 (mit Jan Schneider, Robert Landfermann sowie  Julia Zipprick, Johannes Behr, Bernhard Selbach)
- Behr-Strucken-Duo: Vibraphone and Guitar in Concert, 2006
- Con Mucho Gusto: latin breeze, 2008
- Milt Jackson Project: A Tribute to Bags, 2011 (mit Martin Sasse, Matthias Nowak und Leif Battermann)
- Joscho Stephan Trio feat. Matthias Strucken: Django Vibes, 2016